# Pestilence
Pestilence ist eine niederländische Death-Metal-Band. Die Band war seit ihrem ersten Album beim Label Roadrunner Records unter Vertrag. Sie gelten als eine der einflussreichsten Bands ihres Genres Ende der 1980er/1990er Jahre.

## Bandgeschichte
1986 wurde die Band von Randy Meinhard, Patrick Mameli und Marco Foddis gegründet. In dieser Besetzung entstand Anfang 1987 die erste Demoaufnahme Dysentery. Nachdem der Bassist Martin van Drunen einstieg, übernahm dieser auch den Gesang und Mameli konzentrierte sich auf die Gitarre. Mit ihm zusammen nahmen sie Ende desselben Jahr das zweite Demo The Penance auf. Mit diesem gelang es der Band, sich einen Plattenvertrag bei Roadrunner Records zu sichern. Zusammen mit dem Produzenten Kalle Trapp nahmen sie ihr Debütalbum Malleus Maleficarum auf, das 1988 erschien. Die Musik war noch sehr vom damaligen deutschen und amerikanischen Thrash Metal beeinflusst.
Meinhard verließ die Band nach dem Debütalbum und gründete Sacrosanct. Patrick Uterwijk stieg als neuer Gitarrist ein.
Das folgende Album Consuming Impulse (1989) zeigt deutliche Ansätze aus dem Grindcore und ist sehr viel mehr im Death Metal verhaftet als das Debütalbum. Der Stil ist rauer und simpler, van Drunens Gutturaler Gesang war zur damaligen Zeit etwas völlig Neues und unterschied sich stark von den anderen Genrevertretern. Mameli spielte (im Gegensatz zu den Angaben im Booklet) den Bass ein. Es wurde das letzte Studioalbum mit van Drunen als Sänger, der zu Asphyx wechselte. Die Trennung verlief nicht harmonisch, die restlichen Mitglieder der Band bezeichneten van Drunen als „Alkoholiker“ und ließen kein gutes Haar an seinem Talent als Musiker.
Im Februar 1990 spielten Pestilence eine Support-Tour für Autopsy und Bolt Thrower.
Für das nächste Album übernahm wieder Mameli den Gesang. Das Album wurde in den legendären Morrisound Studios in Tampa, Florida, unter der Regie von Scott Burns aufgenommen. Burns war zu dieser Zeit einer der Top-Produzenten für Death Metal und hatte schon mit Genregrößen wie Cannibal Corpse und Morbid Angel aufgenommen. Er war allerdings auch bekannt dafür, relativ gleichförmige Produktionen abzuliefern. Mit Testimony of the Ancients (1991) gelang es Pestilence dennoch, einen eigenständigen Sound abzuliefern. Dieser progressive Sound ist vor allem auf die Zuhilfenahme des Keyboarders Kent Smith und dem Bassisten Tony Choy zurückzuführen. Das Album zählt mittlerweile zu den großen Genre-Klassikern und sollte zusammen mit der Hauptband von Choy, Cynic, zum Standard für technischen Death Metal werden.
1993 veröffentlichte die Band ihr viertes und zugleich letztes Album vor der Auflösung der Band: Spheres. Enttäuscht von der Death-Metal-Szene wandten sich die Mitglieder der Band mit neuem Bassisten Jeroen Thesseling verstärkt dem Jazz und dem Fusion zu und verbanden diese Musik mit ihrem ursprünglichen Stil. Das Album floppte. Die Europa-Tournee zusammen mit Cynic verlief sehr unglücklich für die Band, da das Publikum mehr Interesse am Support als am Hauptact zeigte. Insbesondere die neu eingeführten Gitarren-Synthesizer und die vielen technischen Spielereien missfielen dem Publikum. Die Band machte kurzfristig weiter, fühlte sich jedoch von Fans, Plattenfirma und den Metal-Magazinen verraten und trennten sich 1994. Posthum erschien das Best-of-Album Mind Reflections.
Am 12. Januar 2008 meldete die offizielle Fan-Webseite eine Reunion von Pestilence in Form eines neuen Albums. Es trägt den Titel Resurrection Macabre und ist mittlerweile am 16. März 2009 erschienen. Das nächste Album Obsideo schloss sich im November 2013 an.

## Weitere Karriere der Mitglieder nach dem ersten Split
Patrick Mameli startete mehrere Versuche in die Szene zurückzukehren. 2004 beteiligt er sich zusammen mit James Murphy an einem Death-Tributealbum. 2006 gründete er zusammen mit Tony Choy die Band C-187. Jeroen Thesseling gründete nach dem Ende von Pestilence 2006 die Band Ensemble Salazhar und ist Ende 2007 der Progressive-Death-Metal-Band Obscura beigetreten.
Nach seiner Zeit bei Asphyx und Bolt Thrower widmete sich van Drunen bis 2007 der Band Death by Dawn und war bis 2016 bei Hail of Bullets tätig. 2008 reformieren sich Asphyx.

## Diskografie
Demos
- 1987: Dysentery (MC, Eigenvertrieb)
- 1987: The Penance (MC, Eigenvertrieb)

Alben
- 1988: Malleus Maleficarum (CD, R/C Records; 12”-Vinyl/MC, Roadrunner Records)
- 1989: Consuming Impulse (CD/MC, R/C Records; 12”-Vinyl, Roadracer Records; MC, MG Records)
- 1991: Testimony of the Ancients (CD/12”-Vinyl/MC, R/C Records)
- 1993: Spheres (CD/12”-Vinyl/MC, Roadrunner Records)
- 2009: Resurrection Macabre (CD/12”-Vinyl, Mascot Records)
- 2011: Doctrine (CD, Candlelight Records; 12”-Vinyl, Mascot Records)
- 2013: Obsideo (CD, Candlelight Records; 12”-Vinyl, Back on Black)
- 2015: The Dysentery Penance (CD/12”-Vinyl, Vic Records)
- 2018: Hadeon (CD/12”-Vinyl/MC, Hammerheart Records)
- 2021: Exitivm (CD/12”-Vinyl/MC, Agonia Records)

Konzertalben
- 2006: Chronicles of the Scovrge (CD/2xCD, Metal War Productions)
- 2015: Presence of the Past (CD, Marquee Records)

Kompilationen
- 1994: Mind Reflections (CD, Roadrunner Records; MC, Metal Mind Productions)
- 2003: Consuming Impulse / Testimony of the Ancients (2xCD, Roadrunner Records)
- 2006: Chronicles of the Scovrge (CD, Metal War Productions)
- 2015: The Dysentery Penace (CD/LP, Vic Records)
- 2016: Reflections of the Mind (CD, Vic Records)
- 2019: Twisted Truth (FLAC, X5 Music Group)
- 2020: The Roadrunner Albums (FLAC, X5 Music Group)

Boxsets
- 2018: Prophetic Revelations 1987-1993 (4xLP, Hammerheart Records)

Beiträge auf Kompilationen (Auswahl)
- 1988: Hatred Within auf Teutonic Invasion Part Two (LP, Roadrunner Records)
- 1993: Mind Reflections auf Was Heißt Hier Metal? (CD, Roadrunner Records)
- 1999: Thorn of Death auf Smells Like Team Spirit III (CD, Displeased Records)
- 2002: Land of Tears  auf New Metal Generation - The Power Of Brutal (CD, Moon Records)
- 2009: Twisted Truth auf Hotter Than Hell (3xCD, Warner Music Group)

## Musikvideos
- 1989: The Process of Suffocation
- 1991: Land of Tears
- 1993: Mind Reflections
- 2009: Devouring Frenzy (Regie/Produktion: Frank Duijnisveld)
- 2021: Morbvs Propagationem (Regie/Produktion: Dariusz Szermanowicz)
- 2021: Deificvs (Regie/Produktion: Dariusz Szermanowicz)